# Луг (Палатинат)
Луг (њем. Lug) општина је у њемачкој савезној држави Рајна-Палатинат. Једно је од 84 општинска средишта округа Југозападни Палатинат. Према процјени из 2010. у општини је живјело 643 становника. Посједује регионалну шифру (AGS) 7340030.

## Географски и демографски подаци
Луг се налази у савезној држави Рајна-Палатинат у округу Југозападни Палатинат. Општина се налази на надморској висини од 210–250 метара. Површина општине износи 2,3 km². У самом мјесту је, према процјени из 2010. године, живјело 643 становника. Просјечна густина становништва износи 277 становника/km².